# Distretto di Olomouc
Il distretto di Olomouc (in ceco okres Olomouc) è un distretto della Repubblica Ceca nella regione omonima. Il capoluogo di distretto è la città di Olomouc.

## Geografia antropica
Il distretto conta 95 comuni:

### Città
- Litovel
- Moravský Beroun
- Olomouc
- Šternberk
- Uničov
- Velká Bystřice

### Comuni mercato
- Dub nad Moravou
- Náměšť na Hané
- Velký Újezd

### Comuni
- Babice
- Bělkovice-Lašťany
- Bílá Lhota
- Bílsko
- Blatec
- Bohuňovice
- Bouzov
- Bukovany
- Bystročice
- Bystrovany
- Červenka
- Daskabát
- Dlouhá Loučka
- Dolany
- Doloplazy
- Domašov nad Bystřicí
- Domašov u Šternberka
- Drahanovice
- Dubčany
- Grygov
- Haňovice
- Hlásnice
- Hlubočky
- Hlušovice
- Hněvotín
- Hnojice
- Horka nad Moravou
- Horní Loděnice
- Hraničné Petrovice
- Huzová
- Charváty
- Cholina
- Jívová
- Komárov
- Kožušany-Tážaly
- Krčmaň
- Křelov-Břuchotín
- Liboš
- Lipina
- Lipinka
- Loučany
- Loučka
- Luběnice
- Luká
- Lutín
- Lužice
- Majetín
- Medlov
- Měrotín
- Mladeč
- Mladějovice
- Mrsklesy
- Mutkov
- Náklo
- Norberčany
- Nová Hradečná
- Olbramice
- Paseka
- Pňovice
- Přáslavice
- Příkazy
- Řídeč
- Samotišky
- Senice na Hané
- Senička
- Skrbeň
- Slatinice
- Slavětín
- Strukov
- Střeň
- Suchonice
- Svésedlice
- Štarnov
- Štěpánov
- Šumvald
- Těšetice
- Tovéř
- Troubelice
- Tršice
- Újezd
- Ústín
- Velký Týnec
- Věrovany
- Vilémov
- Želechovice
- Žerotín

### Area militare
- vojenský újezd Libavá